# LGBT práva v Andoře

Duhová mapa Andorry

Lesby, gayové, bisexuálové a translidé (LGBT) se v Andoře mohou setkávat s některými právními komplikacemi neznámými pro heterosexuální spoluobčany. Registrované partnerství garantující homosexuálním párům veškerá práva a povinnosti vyplývající z manželství přijala Andorra v roce 2014. Od února 2023 je též platné stejnopohlavní manželství.

## Zákony týkající se stejnopohlavní sexuální aktivity
Zákon zakazující stejnopohlavní sexuální aktivitu byl zrušen v r. 1790.
Legální věk způsobilosti k pohlavnímu styku je stanoven na 16 let bez ohledu na sexuální orientaci nebo pohlaví zúčastněných osob.

## Stejnopohlavní soužití
Homosexuálové mohou v Andoře svůj svazek stvrdit prostřednictvím "stabilního svazku" od r. 2005. 2. června 2014 zpracovali po svém předvolebním slibu Demokraté za Andorru návrh zákona o registrovaném partnerství. Po měsících konzultací se navržený zákon o registrovaném partnerství obsahově totožný s manželstvím, vyjma užívání tohoto názvu, stal jednou z ožehavých témat politické strany Demokraté za Andorru, která je pro registrované partnerství, ale proti stejnopohlavnímu manželství. Registrované partnerství garantuje homosexuálním párům plná adopční práva. 27. listopadu 2014 byl návrh v poměru hlasů 20:3 s několika zdrženími se přijat. 27. prosince 2014 byl zveřejněn v promulgačním listu poté, co jej podepsal francouzský prezident François Hollande, který je zároveň jedním ze dvou spoluknížat Andorry. Pro přijetí nového zákona však stačí podpis pouze jednoho z nich – francouzského prezidenta nebo urgellského biskupa. Účinnosti nabyl 25. prosince 2014.
Místní skupiny za LGBT práva mají proti zákonu o registrovaném partnerství r. 2014 výhrady pro jeho údajná diskriminační ustanovení a právní nedostatky. Tyto skupiny se snaží prosadit manželtví pro všechny.

### Stejnopohlavní manželství
V březnu 2014 při přijetí zákona o registrovaném partnerství se ozývaly hlasy liberálních poltiků a organizací, že práva stejnopohlavních párů nejsou dostatečná, a chtěli tak prosadit i stejnopohlavní manželství, ale kvůli nízké politické podpoře se toto nepodařilo prosadit.
Obrat nastal v březnu 2020, kdy zástupci 3 liberálních stran předložili v parlamentu návrh na legalizaci manželství pro všechny. Kvůli covidové krizi se muselo hlasování celkem 12krát odkládat, ale v červenci 2022 byl tento návrh většinou Generální rady schválen. Oficiální účinnost byla stanovena na 17. února 2023.

## Adopce a plánování rodiny
V Andoře si před koncem r. 2014 nemohly homosexuální páry adoptovat děti, protože tehdejší zákon o osvojování tuto možnost dával pouze heterosexuálním párům. Ke změně došlo, když byl přijat v listopadu 2014 nový zákon o registrovaném partnerství garantující plná adopční práva. Účinným se stal 25. prosince 2014.
Lesbické páry mají přístup k asistované reprodukci.

## Rovnost imigrace
Andorra zachází se všemi svými občany rovně a respektuje rovnost v imigračních zákonech, které nezohledňují sexuální orientaci.

## Ochrana před diskriminací
Andorra zakazuje diskriminaci a zločiny z nenávisti založené na sexuální orientaci.

## Problematika dárcovství krve
Muži mající sex s muži smějí darovat krev v Krevní a tkáňové bance v Katalánsku, ale nikoliv v krevních bankách nacházejících se ve Francii.

## Veřejné mínění
Dle průzkumu společnosti Institut d'Estudis Andorrans z roku 2013 se 70 % dotázaných obyvatel Andorry vyjádřilo pro legalizaci stejnopohlavního manželství, 19 % proti a zbytek se nevyjádřil.

## Souhrnný přehled
| Legální stejnopohlavní styk                                          | (1791)                               |
| Stejný věk legální způsobilosti k pohlavnímu styku pro obě orientace | Yes                                  |
| Anti-diskriminační zákony proti homofobní diskriminaci               | (2005)                               |
| Anti-diskriminační zákony proti transfobní diskriminaci              | (2023)                               |
| Zákony proti homofobním zločinům z nenávisti                         | (2005)                               |
| Zákony proti transfobním zločinům z nenávisti                        | No                                   |
| Stejnopohlavní manželství                                            | (od února 2023)                      |
| Stejnopohlavní soužití                                               | (2005)                               |
| Adopce dítěte partnera                                               | (2014)                               |
| Společná adopce dětí stejnopohlavními páry                           | (2014)                               |
| Přístup k umělému oplodnění pro lesbické ženy                        | (2023)                               |
| Náhradní mateřství pro gay páry                                      | (zakázáno i pro heterosexuální páry) |
| Možnost změny pohlaví                                                | (od 2023)                            |
| MSM smějí darovat krev                                               | (2011)                               |